# Orthothecium trichophyllum
Orthothecium trichophyllum là một loài Rêu trong họ Hypnaceae. Loài này được (Sw. ex Hedw.) M. Fleisch. mô tả khoa học đầu tiên năm 1909.